# Achiel Bruneel
Achiel Bruneel, (Herenthout, 19 de octubre de 1918 - Amberes, 5 de junio de 2008) fue un ciclista belga, que destacó en las carreras de seis días en qué consiguió doce victorias.

## Palmarés
- 1947
  - 1.º en los Seis días de Amberes (con Omer De Bruycker)
  - 1.º en los Seis días de París (con Robert Naeye)
- 1948
  - 1.º en los Seis días de Gante (con Camile Dekuysscher)
- 1949
  - 1.º en los Seis días de París (con Guy Lapébie)
  - 1.º en el Premio Dupré-Lapize (con Jozef De Beuckelaer)
- 1950
  - 1r a los Seis días de Amberes (con Rik Van Steenbergen)
  - 1r a los Seis días de Saint-Étienne (con Guy Lapébie)
  - 1r a los Seis días de Bruselas (con Jos De Beuckelaer)
- 1952
  - 1.º en los Seis días de París (con Rik Van Steenbergen)
  - 1.º en los Seis días de Bruselas (con Lucien Acou)
- 1953
  - 1.º en los Seis días de Amberes (con Oscar Plattner)
  - 1.º en los Seis días de Gante (con Arsène Rijckaert)
- 1954
  - 1.º en los Seis días de Dortmund (con Lucien Acou)